# Irmandade da Santa Casa da Misericórdia de Velas
A Irmandade da Santa Casa da Misericórdia de Velas é uma das mais antigas e importantes irmandades portuguesas.

## História
Foi fundada na localidade de Velas em 15 de Abril de 1543 por 24 irmãos que reunidos na Casa do Espírito Santo se comprometeram a, quando ouvissem tanger os sinos, comparecer na referida Santa Casa da Misericórdia de Velas, vestindo as vestes da irmandade, para acompanhar o defunto e rezar por alma de cada irmão falecido 50 Pai Nossos e 50 Ave Marias.
Este 1º. compromisso foi assinado pelos irmãos e escrito por João Varela, que doou todos os seus bens a esta confraria. O Património desta instituição cresceu rapidamente com a doação dos irmãos que compunham a irmandade. Assim, com o correr dos anos e com o engrandecimento do seu património, graças a doações, a sua actividade foi-se desenvolvendo. Foi graças à doação de D. Beatriz de Melo que foi iniciada em 1698 a construção de um Hospital que terá entrado em funcionamento em 1707 e ter-se-á localizado no sítio onde hoje se encontram as casas actualmente como casas dos magistrados.
Com a extinção das Ordens Religiosas o então Hospital de D. Beatriz de Melo cuja obra foi iniciada em 1698 foi transferido, em 1848, para o Convento de São Francisco. Por força da carta Régia do rei D. Luís I, datada de 22 de Abril de 1871, passou para a posse da Santa Casa da Misericórdia de Velas, por troca com as suas primeiras instalações.
A Santa Casa e a respectiva irmandade continuou a desenvolver a sua actividade. Corria o ano de 1919 procedeu à fundação e abertura ao público de uma farmácia equipada pela benemérita D. Isabel Beatriz de Azevedo Pereira e Sousa sendo os primeiros medicamentos adquiridos por subscrição pública, feita na vila das Velas.
Nos anos de 1970 a administração do Hospital deixou de ser da responsabilidade da Santa Casa da Misericórdia de Velas, que mantém, no entanto a posse do edifício.
Em 1982, a instituição adquiri o solar da família João Teixeira Soares de Sousa, onde então instalou os serviços administrativos e um Jardim Infantil, que foi inaugurado em 1984.
A 19 de Dezembro de 1993 foi inaugurada uma casa mortuária com capela e sala de autópsias e, a 8 de Dezembro de 1995, as novas instalações da Farmácia, junto ao Centro de Saúde de Velas.
Em 1998 entrou em funcionamento, na Urzelina, uma sucursal da Farmácia.
Para além de João Varela e D. Beatriz de Melo, é ainda de mencionar para a história desta instituição D. Luísa Soares Teixeira, que foi Baronesa do Ribeiro e os irmãos João Inácio de Sousa, Ana Josefa de Oliveira e Domingos Dias Machado. 
D. Luísa Soares Teixeira, já viúva de Francisco José de Bettencourt e Ávila, faleceu em 1900, e deixou à Santa Casa da Misericórdia de Velas todos os seus bens, que atingiram na altura o elevadíssimo valor de 15:000$000 reis, (moeda da altura).